# تياغو موديستو
تياغو موديستو (بالبرتغالية: Thiago Modesto‏) هو عازف باس وملحن وموسيقي وكاتب أغاني ومؤرخ برازيلي، ولد في 31 أغسطس 1996 في ساو باولو في البرازيل.

## وصلات خارجية
- تياغو موديستو على موقع ميوزك برينز (الإنجليزية)